# پزشکی کبد
پزشکی کبد یا هپاتولوژی (به انگلیسی: Hepatology) شاخه‌ای از پزشکی است که به مطالعه کبد، کیسه صفرا، مجاری صفراوی ، پانکراس و درمان بیماری‌هایشان می‌پردازد. این رشته با اینکه به طور سنتی تخصصی در پزشکی گوارش شمرده می‌شود، به دلیل پیشرفت سریع در بعضی کشورها به صورت تخصصی مجزا در آمده است.